# Берёзовка (приток Пожвы)
Берёзовка — река в России, протекает в Юсьвинском районе Пермского края. Правый приток Пожвы.
Длина реки 10 км. Река берёт начало в лесу в 8 км к юго-востоку от села Тукачево. Исток находится на водоразделе с бассейном Иньвы. Река течёт на восток, всё течение проходит по ненаселённому лесному массиву. Устье реки находится в 17 км по правому берегу Пожвы.
Основные притоки (правые): Малая Берёзовка, Большая Берёзовка.

## Данные водного реестра
По данным государственного водного реестра России относится к Камскому бассейновому округу, водохозяйственный участок реки — Кама от города Березники до Камского гидроузла, без реки Косьва (от истока до Широковского гидроузла), Чусовая и Сылва, речной подбассейн реки — бассейны притоков Камы до впадения Белой. Речной бассейн реки — Кама.
Код объекта в государственном водном реестре — 10010100912111100007758.